# Stanisław Moniuszko
Stanisław Moniuszko (Ubiel kraj Minska, Bjelorusija, 5. svibnja 1819. – Varšava, 4. lipnja 1872.), poljski skladatelj.
Utemeljitelj je poljske nacionalne opere, a poslije Chopina svakako najpoznatiji poljski majstor skladateljskog pera. Više od tri stotine solo pjesama pribavile su mu pridjevak "poljskog Schuberta".